# Membres de l'Ordre national du Québec, par ordre alphabétique S
L'article contient une liste des membres de l'Ordre national du Québec. En 2011, il y a 810 personnes en tout qui font partie de cet ordre.
| \| Listes des membres de l'Ordre national du Québec \|            |
| A B C D E F G H I J K L M N O P Q R S T U V W X Y Z Non canadiens |
| Listes des membres de l'Ordre national du Québec                  |

| Nom                      | Grade            | Année | Occupation                                  |
| Hubert Sacy              | Chevalier        | 2010  | spécialiste de la communication sociétale   |
| Jacques Saint-Pierre     | Chevalier        | 1999  | mathématicien                               |
| Marie Saint-Pierre       | Chevalière       | 2007  | styliste de mode                            |
| Colette L. Samson        | Chevalière       | 1987  | travailleuse sociale                        |
| Camille Sandorfy         | Chevalier        | 1995  | chimiste                                    |
| Mairuth Hodge Sarsfield  | Chevalière       | 1985  | communicatrice et auteure                   |
| Serge Saucier            | Chevalier        | 1992  | économiste                                  |
| Philippe Sauvageau       | Chevalier        | 2007  | bibliothécaire                              |
| Gilles G. Sauvé          | Chevalier        | 2007  | ingénieur                                   |
| Serge Savard             | Chevalier        | 2004  | hockeyeur et administrateur                 |
| Robert Savoie            | Chevalier        | 2006  | baryton                                     |
| Mohamad Sawan            | Officier         | 2008  | sommité canadienne du génie biomédical      |
| Peter W. Schiller        | Officier         | 1999  | biologiste                                  |
| Charles R. Scriver       | Grand officier   | 1997  | médecin                                     |
| Fernand Seguin           | Officier         | 1985  | vulgarisateur scientifique                  |
| Normand Séguin           | Chevalier        | 2008  | historien                                   |
| Nabil G. Seidah          | Officier         | 1997  | chercheur                                   |
| Bernard J. Shapiro       | Grand officier   | 2004  | ancien recteur de l'Université McGill       |
| Cyril Simard             | Officier         | 2005  | ethnologue                                  |
| Réjean Simard            | Chevalier        | 1996  | impliqué socialement                        |
| Mary Simon               | Officière        | 1992  | environnementaliste inuit                   |
| Léopold Simoneau         | Chevalier        | 1997  | ténor                                       |
| Gordon Donald Simons     | Chevalier        | 2005  | homme d'affaires                            |
| Peter Simons             | Chevalier        | 2008  |                                             |
| Charles Sirois           | Chevalier        | 1998  | homme d'affaires                            |
| Emil Skamene             | Chevalier        | 2005  | chercheur en immunologie                    |
| Jean Soulard             | Chevalier        | 2022  | cusinier                                    |
| E. Noël Spinelli         | Chevalier        | 2008  | chef d’entreprise                           |
| Alain Stanké             | Chevalier        | 2003  | éditeur littéraire                          |
| Michèle Stanton          | Officière        | 2008  | historienne et journaliste                  |
| Ethel Stark              | Grande officière | 2003  | violoniste                                  |
| Helen Stavridou          | Chevalière       | 2003  | directrice de l'Institut de design Montréal |
| Raymond Saint-Cyr        | Chevalier        | 2004  | président de Natrel                         |
| Liliane Spangler Stewart | Officière        | 1989  | philanthrope                                |
| Françoise Sullivan       | Chevalière       | 2002  | peintre et cosignataire du Refus global     |
| Janine Sutto             | Chevalière       | 1998  | comédienne                                  |
| Denis Szabo              | Officier         | 1998  | criminologue                                |